# Marie du Rostu
 (décembre 2024).
Pour les autres membres de la famille, voir Famille Levesque.
Marie du Rostu (de son nom complet Marie Levesque du Rostu), née le 6 septembre 1891 à La Roche-sur-Yon et décédée le 14 juin 1979 à Paris, est une religieuse et militante française du féminisme catholique.

## Biographie
D'une famille catholique, son père, Guillaume Levesque du Rostu (1863-1914), saint-cyrien, donne sa démission de l'armée en 1906 afin de ne pas avoir à procéder à l'inventaire des biens de la cathédrale à la suite du vote de la loi de séparation des Églises et de l'État. Reprenant du service comme capitaine avec la Grande guerre, il est mort pour la France au début de celle-ci. Sa mère est Marie Bernard des Champsneufs.
Marie rentre chez les Filles du Cœur de Marie en 1911, trois ans après sa sœur. Elle suit son noviciat à Paris, avant d'être envoyée au Mans pour y animer le groupe des jeunes. Bien que consacrée, elle restera dans sa famille pour prendre soin de sa mère puis de son frère.
À la demande de sa supérieure religieuse, Marie intègre la Ligue patriotique des Françaises après la fin de la guerre. Ainsi, elle est recrutée par le comité central pour diriger la section des jeunes filles et succède à Marthe de Noaillat-Devuns à la tête des « Jeunes de la Ligue patriotique des Françaises » au début des années 1920. Sous son impulsion, les jeunes  femmes passent de 70 000 membres en 1926 à 187 000 en 1929. 
En 1926, elle intègre le Comité central de la Ligue, où elle est chargée plus particulièrement de la communication. 
Avec d'autres, elle imagine et met en place les Bibliothèques pour tous.
À la suite de la réunion de la Ligue patriotique des Françaises et de la Ligue des femmes françaises, dont elle est une artisane, elle devient la secrétaire générale de la Ligue féminine d'action catholique française en 1933. Elle en assure ces fonctions jusqu'en 1969 (la Ligue prendra le nom d'Action catholique générale féminine en 1955, avant de prendre son nom actuel d'Action catholique des femmes). Répliquant un jour au cardinal Verdier, elle lui répond « si vous m’ennuyez, je vous lancerai dans le dos mes deux millions de femmes », montrant le poids de son mouvement.
D'un mouvement initialement de seul défense des libertés religieuses en France, elle le fait évoluer vers une attitude positive de formation des femmes et d'action sociale envers l'ensemble de la société.
Après la Seconde Guerre mondiale, se poursuit le service d’Entraide paroissiale, aidant les femmes à comprendre leurs droits et apportant une aide sociale aux familles en difficulté.
En 1952, Marie du Rostu entérine la modification du sigle de l'Union internationale en Union mondiale des organisations féminines catholiques (UMOFC), dont elle prend la présidence cette même année. Elle développe de solides relations avec les organisations internationales, notamment l'UNESCO, la FAO, la Commission des droits de l'homme ou bien la Commission de la femme des Nations unies. 
Prônant un féminisme catholique, fondé sur l'entraide entre les femmes, « dans la ligne de l’Évangile et le respect des valeurs féminines », elle conserve la présidence de l'UMOFC jusqu'en 1961.
Pour la défense des droits des femmes, elle rencontre entre autres le général de Gaulle et le général Eisenhower, et prend la parole au Congrès de Boston.
La promotion des femmes au nom de l'Évangile est inscrite au cœur de son programme et de ses préoccupations, tout au long de son engagement. Par ses actes et sa personnalité, elle se montre une figure du féminisme chrétien du XXe siècle et une héritière du concile Vatican II, concile auquel elle a activement participé lors de la quatrième session. 
Elle a écrit divers ouvrages, ainsi que de nombreux articles.

## Publications
- Culture et bibliothèques (1947)